# Скляний лабіринт
«Скляний лабіринт» (рос. «Стеклянный лабиринт») — радянський художній фільм Марка Осеп'яна 1989 року. Прем'єра відбулася в лютому 1990 року. Фільм знятий за повістю Юрія Чернякова.

## Сюжет
Святкові листопадові дні 1980 року. Учень ПТУ Саша Лукашов відзначає сьогодні день народження. Рано вранці по дорозі в училище до нього заходять його друзі — Боніфацій і Сірий. Вони трохи випивають разом і потім відправляються на практику. В училищі через перекур в туалеті їх відводять до директора, який зауважує, що вони ще й п'яні. Хлопців відправляють додому. Вони абсолютно не проти і відправляються в магазин.
У черзі вони зустрічають Алхіміка, сусіда Сірого, який запрошує їх піти до нього на квартиру. Алхімік — це дорослий мужик, який вже не один раз сидів у в'язниці, але Сірий з ним дружить, оскільки його власний батько його ображає. Випиваючи, Алхімік злегка вичитує іменинника Сашу Лукашова, тому як недолюблює «аристократів» і «генеральських синків». Справа в тому, що хоч Лукашов і вчиться в ПТУ, його батьки «великі люди» і навіть можуть виїжджати на Захід. Зав'язується суперечка. Компанія залишає квартиру колишнього зека.
Далі молоді люди відправляється в ресторан, де і проводять весь вечір. Після ресторану, гуляючи по нічному місту, чіпляються до молодої пари, потім тікають від «ментів» і ховаються в зоопарку. У зоопарку ж, прогулюючись повз вольєри з оленями, Саша вирішує «звільнити» їх. Ланей витягують з житла і перекидають через огорожу. На ранок же виявляється, що у ланей було дитинча, яке, залишившись наодинці, померло від холоду, а мама-лань, намагаючись пробратися до нього назад у вольєр, застрягла в решітці і задихнулася. Про цю історію стало відомо з газет, вандалів починає шукати міліція.
Сірий проговорюється про те, що сталося в зоопарку Алхіміку. Алхімік задоволений, адже знаючи це, він може звести рахунки з Лукашовим. Дядько і бабуся Сашка просять його сходити до Алхіміка, вибачитися перед ним і попросити не давати хід справі. Неохоче Лукашов погоджується. У Алхіміка у цей час відбувається пиятика і він вимагає від Лукашова зізнатися йому в любові і встати на коліна. Зав'язується бійка. Саша Лукашов виявляється затиснутим на кухні і, не знайшовши іншого виходу, викидається з вікна…

## У ролях
- Олег Фомін —  Саша Лукашов
- Борис Шувалов —  Сергій Фомін, «Боніфацій»
- Євген Титов —  Льоша Єрьомін, «Сірий»
- Геннадій Сайфулін —  Алфімов, «Алхімік»
- Тетяна Степанченко —  Ірка, дружина Алфімова
- Марія Скворцова —  бабуся Лукашова
- Петро Вельямінов —  дядько Володя
- Марина Яковлєва —  Надька
- Вадим Кириленко —  Рудий
- Андрій Макаревич —  камео
- Сергій Ремізов —  Михайло Семенович, директор ПТУ
- Лілія Захарова —  зам. директора ПТУ
- Юрій Заєв —  Серафим Іванович, майстер
- Сергій Барабанщиков —  вчитель фізкультури
- Ольга Зархіна —  подруга Владика
- Михайло Калинкин —  Паша, друг-товариш по чарці Алфімова
- Олександр Новиков —  Лукашов, батько Саші
- Валерій Сторожик —  інвалід з гітарою
- Валерій Трошин —  учень ПТУ
- Дмитро Урюпін —  епізод

## Знімальна група
- Режисер: Марк Осеп'ян
- Сценарист: Едуард Володарський
- Оператори: Володимир Архангельський, Михайло Якович
- Композитори: Віктор Бабушкін, Андрій Макаревич
- Художник: Борис Дуленков